# Tomomitsu Kobayashi
Tomomitsu Kobayashi (født 30. maj 1995) er en japansk fodboldspiller, som spiller for den japanske fodboldklub Gainare Tottori.